# Санников, Фёдор Ефимович
Фёдор Ефимович Санников (1903—1988) — Герой Советского Союза (1944).

## Биография
Родился 1 марта 1903 года в селе Шимолино, ныне Благовещенского района Алтайского края, в семье крестьянина. Русский.
Окончил 5 классов.
В Красной Армии в 1925—1927 годах и с августа 1941 года. В действующей армии с ноября 1941 года. Член КПСС с 1943 года.
Наводчик орудия 1260-го стрелкового полка (380-я стрелковая дивизия, 3-я армия, Брянский фронт) младший сержант Санников Ф. Е. в боях на подступах к городу Орёл в августе 1943 года во время налёта авиации противника у деревни Алисово, когда весь расчёт был выведен из строя, огнём прямой наводкой уничтожал наступающего противника. В уличных боях в городе, находясь с орудием в цепи стрелковых подразделений, подавлял огневые точки врага, обеспечивая продвижение вперёд. Звание Героя Советского Союза присвоено 4 июня 1944 года.
С 1946 года младший лейтенант Санников Ф. Е.— в запасе. Вернулся в родное село. Работал председателем колхоза, председателем Шимолинского сельсовета.
Награждён орденом Ленина, Отечественной войны 1 и 2 степеней, Красной Звезды, медалями.
Из наградного листа на представление к званию Героя Советского Союза:

Санников Федор Ефимович, младший сержант, наводчик орудия 1260-й СП 380-г СД за время наступления с 12 июля огнём из орудия подбил 4 танка, 6 автомашин с боеприпасами, 4 орудия, 2 тягача, разбил 15 пулемётов. В бою у д. Алисово, оставшись у орудия один, семь раз отражал контратаки противника. В уличных боях в Орле со своим орудием следовал в боевых порядках пехоты, подавляя огневые точки. Первым переправился на западный берег Оки, где дважды отразил контратаки. 

Достоин присвоения звания Героя Советского Союза.

## Память
- Биография Героя — в сборнике «Боевая слава Алтая» (3-е изд., 1978).
- В честь него названа улица и средняя школа в его родном селе Шимолино.
- Имя увековечено на Мемориале Славы в Барнауле.
- Включен в энциклопедию Алтайского края — с. 433[1].